# Liderzy Kazachskiej Socjalistycznej Republiki Radzieckiej

## Kirgiska Autonomiczna Socjalistyczna Republika Radziecka (1920-1925)

### Sekretarze Partii Komunistycznej
| # | Imię i Nazwisko                         | Portret | Kadencja         | Kadencja         |
| # | Imię i Nazwisko                         | Portret | Od               | Do               |
| - | --------------------------------------- | ------- | ---------------- | ---------------- |
| 1 | Stanisław Pestkowski (1882–1937)        |         | 30 kwietnia 1920 | wrzesień 1920    |
| 2 | Iwan Akułow (1888–1937)                 |         | wrzesień 1920    | 10 stycznia 1921 |
| 3 | Muchamedchafij Murzagalijew (1887–1938) |         | 27 stycznia 1921 | lipiec 1921      |
| 4 | Maria Kostełowska (1878–1964)           |         | lipiec 1921      | sierpien 1921    |
| 5 | Gieorgij Korostielow (1885–1932)        |         | wrzesień 1921    | październik 1924 |
| 6 | Wiktor Nanejszwili (1878–1940)          |         | październik 1924 | 19 lutego 1925   |

### Przewodniczący Komitetu Rewolucyjnego
| # | Imię i Nazwisko                      | Portret | Kadencja         | Kadencja             | Partia polityczna | Partia polityczna |
| # | Imię i Nazwisko                      | Portret | Od               | Do                   | Partia polityczna | Partia polityczna |
| - | ------------------------------------ | ------- | ---------------- | -------------------- | ----------------- | ----------------- |
| 1 | Stanisław Pestkowski (1882–1937)     |         | 7 sierpnia 1919  | 15 września 1920     |                   | RKP(b)            |
| − | Sakchijgirej Arganczejew (1887-1938) |         | sierpień 1920    | wrzesień 1920        |                   | RKP(b)            |
| 2 | Wiktor Radus-Zieńkowicz (1877–1967)  |         | 15 września 1920 | 13 października 1920 |                   | RKP(b)            |

### Przewodniczący Centralnego Komitetu Wykonawczego
| # | Imię i Nazwisko                | Portret | Kadencja             | Kadencja         | Partia polityczna | Partia polityczna |
| # | Imię i Nazwisko                | Portret | Od                   | Do               | Partia polityczna | Partia polityczna |
| - | ------------------------------ | ------- | -------------------- | ---------------- | ----------------- | ----------------- |
| 1 | Sejtgali Mendeszew (1882–1937) |         | 13 października 1920 | 19 kwietnia 1925 |                   | RKP(b)            |

### Przewodniczący Rady Komisarzy Ludowych
| # | Imię i Nazwisko                         | Portret | Kadencja             | Kadencja         | Partia polityczna | Partia polityczna |
| # | Imię i Nazwisko                         | Portret | Od                   | Do               | Partia polityczna | Partia polityczna |
| - | --------------------------------------- | ------- | -------------------- | ---------------- | ----------------- | ----------------- |
| 1 | Wiktor Radus-Zieńkowicz (1877–1967)     |         | 13 października 1920 | październik 1921 |                   | RKP(b)            |
| 2 | Muchamedchafij Murzagalijew (1887-1938) |         | październik 1921     | wrzesień 1922    |                   | RKP(b)            |
| 3 | Saken Seifullin (1894–1938)             |         | wrzesień 1922        | październik 1924 |                   | RKP(b)            |
| 4 | Nygmet Nurmakow (1895–1937)             |         | październik 1924     | 19 kwietnia 1925 |                   | RKP(b)            |

## Kazachska Autonomiczna Socjalistyczna Republika Radziecka (1925–1936)

### Sekretarze Partii Komunistycznej
| # | Imię i Nazwisko                 | Portret | Kadencja         | Kadencja       |
| # | Imię i Nazwisko                 | Portret | Od               | Do             |
| - | ------------------------------- | ------- | ---------------- | -------------- |
| 1 | Wiktor Nanejszwili (1878–1940)  |         | 19 lutego 1925   | czerwiec 1925  |
| 2 | Filipp Gołoszczokin (1886–1941) |         | 12 września 1925 | luty 1933      |
| 3 | Lewon Mirzojan (1887–1939)      |         | luty 1933        | 5 grudnia 1936 |

### Przewodniczący Centralnego Komitetu Wykonawczego
| # | Imię i Nazwisko                | Portret | Kadencja         | Kadencja        | Partia polityczna | Partia polityczna |
| # | Imię i Nazwisko                | Portret | Od               | Do              | Partia polityczna | Partia polityczna |
| - | ------------------------------ | ------- | ---------------- | --------------- | ----------------- | ----------------- |
| 1 | Jałał Mynbajew (1892-1929)     |         | 19 kwietnia 1925 | 3 kwietnia 1927 |                   | WKP(b)            |
| 2 | Eltaj Jernazarow (1887-1945)   |         | 3 kwietnia 1927  | 9 stycznia 1935 |                   | WKP(b)            |
| 3 | Uzakbaj Kułymbetow (1891–1938) |         | 9 stycznia 1935  | 5 grudnia 1936  |                   | WKP(b)            |

### Przewodniczący Rady Komisarzy Ludowych
| # | Imię i Nazwisko             | Portret | Kadencja         | Kadencja       | Partia polityczna | Partia polityczna |
| # | Imię i Nazwisko             | Portret | Od               | Do             | Partia polityczna | Partia polityczna |
| - | --------------------------- | ------- | ---------------- | -------------- | ----------------- | ----------------- |
| 1 | Nygmet Nurmakow (1895–1937) |         | 19 kwietnia 1925 | maj 1928       |                   | WKP(b)            |
| 2 | Oraz Isajew (1899–1938)     |         | maj 1928         | 5 grudnia 1936 |                   | WKP(b)            |

## Kazachska Socjalistyczna Republika Radziecka (1936-1991)

### Pierwsi Sekretarze Partii Komunistycznej
| #   | Imię i Nazwisko                       | Portret | Kadencja         | Kadencja         |
| #   | Imię i Nazwisko                       | Portret | Od               | Do               |
| --- | ------------------------------------- | ------- | ---------------- | ---------------- |
| 1   | Lewon Mirzojan (1887–1939)            |         | 5 grudnia 1936   | 3 maja 1938      |
| 2   | Nikołaj Skworcow (1899–1974)          |         | 3 maja 1938      | maj 1945         |
| 3   | Giennadij Borkow (1905–1983)          |         | maj 1945         | 22 czerwca 1946  |
| 4   | Żumabaj Szajachmetow (1902–1966)      |         | 22 czerwca 1946  | 6 marca 1954     |
| 5   | Pantielejmon Ponomarienko (1902-1984) |         | 6 marca 1954     | 7 maja 1955      |
| 6   | Leonid Breżniew (1906–1982)           |         | 7 maja 1955      | 6 marca 1956     |
| 7   | Iwan Jakowlew (1910–1999)             |         | 6 marca 1956     | 26 grudnia 1957  |
| 8   | Nikołaj Bielajew (1903–1966)          |         | 26 grudnia 1957  | 19 stycznia 1960 |
| 9   | Dinmuchamed Kunajew (1912–1993)       |         | 19 stycznia 1960 | 26 grudnia 1962  |
| 10  | Ismaił Jusupow (1914–2005)            |         | 26 grudnia 1962  | 7 grudnia 1964   |
| (9) | Dinmuchamed Kunajew (1912–1993)       |         | 7 grudnia 1964   | 16 grudnia 1986  |
| 11  | Giennadij Kołbin (1927–1998)          |         | 16 grudnia 1986  | 22 czerwca 1989  |
| 12  | Nursułtan Nazarbajew (ur. 1940)       |         | 22 czerwca 1989  | 14 grudnia 1991  |

### Przewodniczący Centralnego Komitetu Wykonawczego Kazachskiej SRR
| # | Imię i Nazwisko                | Portret | Kadencja             | Kadencja             | Partia polityczna | Partia polityczna |
| # | Imię i Nazwisko                | Portret | Od                   | Do                   | Partia polityczna | Partia polityczna |
| - | ------------------------------ | ------- | -------------------- | -------------------- | ----------------- | ----------------- |
| 1 | Uzakbaj Kułymbetow (1891–1938) |         | 5 grudnia 1936       | 22 czerwca 1937      |                   | KPK               |
| − | Izmaił Sałwafeka               |         | 22 lipca 1937        | 7 lipca 1937         |                   | KPK               |
| − | Alibej Dżangildin (1884–1953)  |         | 7 lipca 1937         | 28 października 1937 |                   | KPK               |
| 2 | Nurbapa Umirzakow (1907–1947)  |         | 28 października 1937 | 15 lipca 1938        |                   | KPK               |

### Przewodniczący Rady Najwyższej Kazachskiej SRR
| # | Imię i Nazwisko             | Portret | Kadencja      | Kadencja      | Partia polityczna | Partia polityczna |
| # | Imię i Nazwisko             | Portret | Od            | Do            | Partia polityczna | Partia polityczna |
| - | --------------------------- | ------- | ------------- | ------------- | ----------------- | ----------------- |
| 1 | Sälken Däulenow (1907–1984) |         | 15 lipca 1938 | 16 lipca 1938 |                   | KPK               |

### Przewodniczący Prezydium Rady Najwyższej Kazachskiej SRR
| #  | Imię i Nazwisko                  | Portret | Kadencja         | Kadencja         | Partia polityczna | Partia polityczna |
| #  | Imię i Nazwisko                  | Portret | Od               | Do               | Partia polityczna | Partia polityczna |
| -- | -------------------------------- | ------- | ---------------- | ---------------- | ----------------- | ----------------- |
| 1  | Äbdysämet Kazakbajew (1898–1959) |         | 16 lipca 1938    | 18 marca 1947    |                   | KPK               |
| 2  | Danijał Kerymbajew (1909–1982)   |         | 21 marca 1947    | 23 marca 1954    |                   | KPK               |
| 3  | Nurtas Ongdasynow (1904-1989)    |         | 23 marca 1954    | 31 marca 1955    |                   | KPK               |
| 4  | Żumabek Täszenow (1915–1986)     |         | 19 kwietnia 1955 | 20 stycznia 1960 |                   | KPK               |
| 5  | Fazył Karibżanow (1912–1960)     |         | 20 stycznia 1960 | 25 sierpnia 1960 |                   | KPK               |
| −  | Kapitalina Krjukowa (1914–2002)  |         | 25 sierpnia 1960 | 3 stycznia 1961  |                   | KPK               |
| 6  | Isagali Szaripow (1905–1976)     |         | 3 stycznia 1961  | 5 kwietnia 1965  |                   | KPK               |
| 7  | Sabir Nijazbekow (1912–1989)     |         | 5 kwietnia 1965  | 20 grudnia 1978  |                   | KPK               |
| 8  | Isataj Äbdykärymow (1923–2001)   |         | 20 grudnia 1978  | 12 grudnia 1979  |                   | KPK               |
| 9  | Sattar Imaszew (1925–1984)       |         | 13 grudnia 1979  | 22 lutego 1984   |                   | KPK               |
| −  | Andrej Płotnikow (1912-1991)     |         | 22 lutego 1984   | 22 marca 1984    |                   | KPK               |
| 10 | Bäjken Äszymow (1917–2010)       |         | 22 marca 1984    | 27 września 1985 |                   | KPK               |
| 11 | Sałamat Mukaszew (1927–2004)     |         | 27 września 1985 | 9 lutego 1988    |                   | KPK               |
| 12 | Zakasz Kamalidenow (1936–2017)   |         | 9 lutego 1988    | 6 grudnia 1988   |                   | KPK               |
| −  | Wiera Sidorowa (1934–2025)       |         | 6 grudnia 1988   | 10 marca 1989    |                   | KPK               |
| 13 | Maktaj Sagdijew (1928–2012)      |         | 10 marca 1989    | 22 lutego 1990   |                   | KPK               |

### Przewodniczący Rady Najwyższej Kazachskiej SRR
| # | Imię i Nazwisko                 | Portret | Kadencja       | Kadencja         | Partia polityczna | Partia polityczna |
| # | Imię i Nazwisko                 | Portret | Od             | Do               | Partia polityczna | Partia polityczna |
| - | ------------------------------- | ------- | -------------- | ---------------- | ----------------- | ----------------- |
| 1 | Nursułtan Nazarbajew (ur. 1940) |         | 22 lutego 1990 | 24 kwietnia 1990 |                   | KPK               |

### Prezydent Kazachskiej SRR
| # | Imię i Nazwisko                 | Portret | Kadencja         | Kadencja        | Partia polityczna | Partia polityczna |
| # | Imię i Nazwisko                 | Portret | Od               | Do              | Partia polityczna | Partia polityczna |
| - | ------------------------------- | ------- | ---------------- | --------------- | ----------------- | ----------------- |
| 1 | Nursułtan Nazarbajew (ur. 1940) |         | 24 kwietnia 1990 | 10 grudnia 1991 |                   | KPK               |

### Przewodniczący Rady Komisarzy Ludowych Kazachskiej SRR
| # | Imię i Nazwisko               | Portret | Kadencja       | Kadencja      | Partia polityczna | Partia polityczna |
| # | Imię i Nazwisko               | Portret | Od             | Do            | Partia polityczna | Partia polityczna |
| - | ----------------------------- | ------- | -------------- | ------------- | ----------------- | ----------------- |
| 1 | Oraz Isajew (1899–1938)       |         | 5 grudnia 1936 | 31 maja 1938  |                   | KPK               |
| 2 | Ibragim Tażyjew (1904–1960)   |         | 31 maja 1938   | 17 lipca 1938 |                   | KPK               |
| 3 | Nurtas Ongdasynow (1904–1989) |         | 17 lipca 1938  | 15 marca 1946 |                   | KPK               |

### Przewodniczący Rady Ministrów Kazachskiej SRR
| #   | Imię i Nazwisko                  | Portret | Kadencja         | Kadencja          | Partia polityczna | Partia polityczna |
| #   | Imię i Nazwisko                  | Portret | Od               | Do                | Partia polityczna | Partia polityczna |
| --- | -------------------------------- | ------- | ---------------- | ----------------- | ----------------- | ----------------- |
| 1   | Nurtas Ongdasynow (1904–1989)    |         | 15 marca 1946    | 24 marca 1954     |                   | KPK               |
| 2   | Jełubaj Tajbekow (1901-1991)     |         | 24 marca 1954    | 31 marca 1955     |                   | KPK               |
| 3   | Dinmuchamed Kunajew (1912–1993)  |         | 31 marca 1955    | 20 stycznia 1960  |                   | KPK               |
| 4   | Żumabek Täszenow (1915–1986)     |         | 20 stycznia 1960 | 6 stycznia 1961   |                   | KPK               |
| 5   | Sälken Däulenow (1907–1984)      |         | 6 stycznia 1961  | 13 września 1962  |                   | KPK               |
| 6   | Mäsymchan Bejsebajew (1908–1987) |         | 13 września 1962 | 26 grudnia 1962   |                   | KPK               |
| (3) | Dinmuchamed Kunajew (1912–1993)  |         | 26 grudnia 1962  | 7 grudnia 1964    |                   | KPK               |
| (6) | Mäsymchan Bejsebajew (1908–1987) |         | 7 grudnia 1964   | 31 marca 1970     |                   | KPK               |
| 7   | Bäjken Äszymow (1917–2010)       |         | 31 marca 1970    | 22 marca 1984     |                   | KPK               |
| 8   | Nursułtan Nazarbajew (ur. 1940)  |         | 22 marca 1984    | 27 lipca 1989     |                   | KPK               |
| 9   | Uzakbaj Karamanow (1937–2017)    |         | 27 lipca 1989    | 20 listopada 1990 |                   | KPK               |

### Premier Kazachskiej SRR
| # | Imię i Nazwisko               | Portret | Kadencja          | Kadencja             | Partia polityczna | Partia polityczna |
| # | Imię i Nazwisko               | Portret | Od                | Do                   | Partia polityczna | Partia polityczna |
| - | ----------------------------- | ------- | ----------------- | -------------------- | ----------------- | ----------------- |
| 1 | Uzakbaj Karamanow (1937–2017) |         | 20 listopada 1990 | 14 października 1991 |                   | KPK               |

## Zobacz także
- Rada Najwyższa Kazachskiej Socjalistycznej Republiki Radzieckiej